# Хачикян, Вазген Юрьевич
Вазге́н Ю́рьевич Хачикя́н (арм. Վազգեն  Խաչիկյան, 19 марта 1972 — Ахтала) — армянский политический деятель.
В 1997 году окончил Ереванский государственный университет. Юрист. В 1996—1999 был заместителем председателя объединённого профсоюза ЕГУ. В 1999—2003 — депутат парламента. Член постоянной комиссии по внешним сношениям НС. Член фракции «Единство». С 25 мая 2003 — депутат парламента. Член постоянной комиссии по государственно-правовым вопросам НС. Член совета «РПА». С 2005 — председатель Фонда соцстрахования Армении.
11 июля 2011 года на основании материалов, полученных из министерства финансов Армении, было возбуждено уголовное дело. Хачикян и его сообщники были арестованы. В феврале 2013 года дело дошло до суда. 28 сентября 2017 года, исполнилось 5 лет со дня заключения под стражу Хачикяна. Хотя он должен был отбывать наказание еще 7 лет, Хачикян и сообщники были освобождены.